# Audenshaw
 (août 2021).
La mise en forme du texte ne suit pas les recommandations de Wikipédia : il faut le « wikifier ».
Les points d'amélioration suivants sont les cas les plus fréquents :
- Les titres sont pré-formatés par le logiciel. Ils ne sont ni en capitales, ni en gras.
- Le texte ne doit pas être écrit en capitales (les noms de famille non plus), ni en gras, ni en italique, ni en « petit »…
- Le gras n'est utilisé que pour surligner le titre de l'article dans l'introduction, une seule fois.
- L'italique est rarement utilisé : mots en langue étrangère, titres d'œuvres, noms de bateaux, etc.
- Les citations ne sont pas en italique mais en corps de texte normal. Elles sont entourées par des guillemets français : « et ».
- Les listes à puces sont à éviter, des paragraphes rédigés étant largement préférés. Les tableaux sont à réserver à la présentation de données structurées (résultats, etc.).
- Les appels de note de bas de page (petits chiffres en exposant, introduits par l'outil «  Source ») sont à placer entre la fin de phrase et le point final[comme ça].
- Les liens internes (vers d'autres articles de Wikipédia) sont à choisir avec parcimonie. Créez des liens vers des articles approfondissant le sujet. Les termes génériques sans rapport avec le sujet sont à éviter, ainsi que les répétitions de liens vers un même terme.
- Les liens externes sont à placer uniquement dans une section « Liens externes », à la fin de l'article. Ces liens sont à choisir avec parcimonie suivant les règles définies. Si un lien sert de source à l'article, son insertion dans le texte est à faire par les notes de bas de page.
- La présentation des références doit suivre les conventions bibliographiques. Il est recommandé d'utiliser les modèles {{Ouvrage}}, {{Chapitre}}, {{Article}}, {{Lien web}} et/ou {{Bibliographie}}. Le mode d'édition visuel peut mettre en forme automatiquement les références.
- Insérer une infobox (cadre d'informations à droite) n'est pas obligatoire pour parachever la mise en page.

Pour une aide détaillée, merci de consulter Aide:Wikification.
Si vous pensez que ces points ont été résolus, vous pouvez retirer ce bandeau et améliorer la mise en forme d'un autre article.
Audenshaw est une ville située dans le district métropolitain du Tameside dans le Grand Manchester, dans le nord-ouest de l'Angleterre. Historiquement, Audenshaw, qui se trouve à 7,9 km à l'est de Manchester, fait partie du Lancashire, et comptait en 2011 11 419 habitants.
Le Nico Ditch, un terrassement du début du Moyen Âge et qui pourrait avoir été construit comme une barrière défensive contre les Vikings, traverse la ville. À cette époque, Audenshaw constituait une division du canton d'Ashton dans le comté de Lancashire. Durant la Révolution industrielle et l'ère victorienne, Audenshaw s'est développé grâce à la fabrication de textiles, notamment la fabrication de chapeaux, la filature de coton, l'impression de calicot et le tissage de la soie. En 1974, le district urbain d'Audenshaw a fusionné avec le district métropolitain de Tameside.

## Histoire

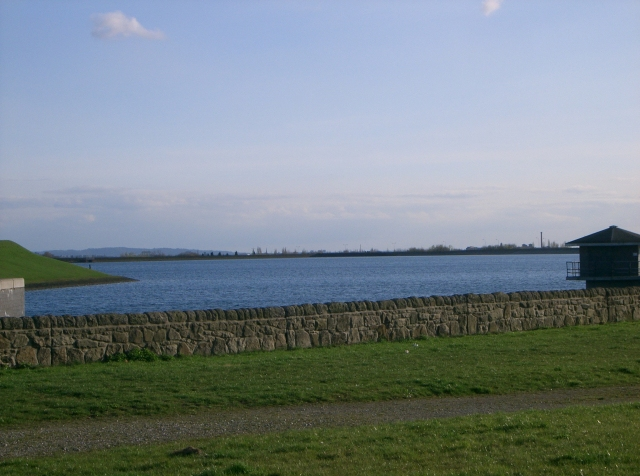
Réservoir d'Audenshaw

Le nom "Audenshaw" dérive de Aldwinshagh formé par le terme saxon aldwin et le vieux suffixe anglais shagh signifiant « Woodland » (bois, région boisée).
Le Nico Ditch, un terrassement médiéval, traverse donc la ville. S'étirant sur 9,7 km d'Ashton Moss à l'est Stretford à l'ouest, l'origine de ce terrassement n'est pas claire. Selon la légende, il a été achevé en une seule nuit par les habitants de Manchester, afin de se prémunir contre les envahisseurs vikings en 869-870. Le Nico Ditch aurait aussi été le théâtre d'une bataille sanglante entre Saxons et Danois, donnant leurs noms actuels aux quartiers de Gorton ("Gore Town", sang, carnage) et Reddish ("Red-Ditch", fossé rouge) à Manchester,. Malgré la légende, la forme en U du terrassement – contrairement à la forme en V habituelle des terrassements militaires – et l'absence de berge associée indiquent que le Nico Ditch était plus probablement une borne frontalière. Bien qu'il soit certainement antérieur à la première référence documentée qui en est faite, une charte détaillant l'octroi de terres à Audenshaw aux moines de la cellule Kersale, le Nico Ditch y est décrit comme datant de 1190 à 1212, le  étant appelé « Mykelldiche », ou magnum fossatum en latin, c'est-à-dire « grand fossé ».
En 1877, une partie du village d'origine d'Audenshaw a été démolie pour l'aménagement des trois réservoirs d'Audenshaw. Une section du Nico Ditch a également été détruite pour permettre la construction de ces réservoirs.

## Gouvernance
Au début du Moyen Âge, Audenshaw aurait été un thanage (en) (système nobiliaire des îles Britanniques et de Scandinavie ; ce terme peut désigner ici les terres détenues par un seigneur de rang plus ou moins important) des Saxons. Mais après la conquête normande de l'Angleterre, la ville est tombée dans les limites historiques du comté de Lancashire, et a dès lors été considérée comme une partie d'Ashton, un ancien canton et paroisse au sein de la Salford_Hundred (en) (comté au sein du Lancashire). La division d'Audenshaw comprenait le village d'Audenshaw et les colonies périphériques de Danehead, Hooleyhill, Littlemoss, North-street, Walkmill, Waterhouses et Woodhouses. Cet arrangement a persisté jusqu'à la création de la première autorité locale d'Audenshaw, un conseil de santé local (en) en 1870. Le conseil de santé local d'Audenshaw était un organisme de réglementation responsable des normes d'hygiène et d'assainissement dans la localité. En vertu de la Loi sur le gouvernement local de 1894, la région du conseil local est devenue le district urbain d'Audenshaw, un district du gouvernement local de l'Union des pauvres d'Ashton-under-Lyne et du comté administratif du Lancashire. En vertu de la loi de 1972 sur le gouvernement local, le district urbain d'Audenshaw a été aboli et Audenshaw forme, depuis le 1er avril 1974, une zone non paroissiale de l'arrondissement métropolitain de Tameside, dans le comté métropolitain du Grand Manchester.
Audenshaw est représenté au Parlement via la circonscription de Denton et Reddish. Depuis sa création en 1983, la circonscription est détenue par le Parti travailliste. Elle se situe ainsi à 257 km au nord-nord-ouest du centre de Londres et à 8 km à l'est de Manchester.
Le député de la circonscription de Denton et Reddish depuis 2005 est le député Andrew Gwynne, du Parti travailliste. Il remporte les élections générales de 2005 dans sa circonscription avec 13 498 voix d'avance sur la candidate conservatrice Julie Searle.
|  | Circonscription électorale | Titulaire     |
|  | -------------------------- | ------------- |
|  | Denton et Reddish          | Andrew Gwynne |

Audenshaw est une circonscription électorale de Tameside, en Angleterre.
Depuis 2018, cette circonscription électorale est représentée par trois conseillers : Oliver Ryan (travailliste), Maria Bailey (travailliste), et Teresa Smith (travailliste)
| Élection | Conseiller | Conseiller                  | Conseiller | Conseiller             | Conseiller | Conseiller             |
| -------- | ---------- | --------------------------- | ---------- | ---------------------- | ---------- | ---------------------- |
| 2004     |            | Allison Seabourne (Lib Dem) |            | Peter Wright (Lib Dem) |            | Karen Wright (Lib Dem) |
| 2006     |            | Colin White (Lab.)          |            | Peter Wright (Lib Dem) |            | Karen Wright (Lib Dem) |
| 2007     |            | Colin White (Lab.)          |            | Wendy Brelsford (Lab.) |            | Karen Wright (Lib Dem) |
| 2008     |            | Colin White (Lab.)          |            | Wendy Brelsford (Lab.) |            | Jean Brésil (Lab.)     |
| 2010     |            | Colin White (Lab.)          |            | Wendy Brelsford (Lab.) |            | Jean Brésil (Lab.)     |
| 2011     |            | Colin White (Lab.)          |            | Maria Bailey (Lab.)    |            | Jean Brésil (Lab.)     |
| 2012     |            | Colin White (Lab.)          |            | Maria Bailey (Lab.)    |            | Teresa Smith (Lab.)    |
| 2014     |            | Oliver Ryan (Lab.)          |            | Maria Bailey (Lab.)    |            | Teresa Smith (Lab.)    |
| 2015     |            | Oliver Ryan (Lab.)          |            | Maria Bailey (Lab.)    |            | Teresa Smith (Lab.)    |
| 2016     |            | Oliver Ryan (Lab.)          |            | Maria Bailey (Lab.)    |            | Teresa Smith (Lab.)    |
| 2018     |            | Oliver Ryan (Lab.)          |            | Maria Bailey (Lab.)    |            | Teresa Smith (Lab.)    |

## Démographie
| Comparaison avec Audenshaw      | Comparaison avec Audenshaw | Comparaison avec Audenshaw | Comparaison avec Audenshaw |
| Recensement britannique de 2001 | Audenshaw                  | Tameside                   | Angleterre                 |
| ------------------------------- | -------------------------- | -------------------------- | -------------------------- |
| Population totale               | 12 790                     | 213 043                    | 49 138 831                 |
| Blancs                          | 96,5%                      | 91,2%                      | 91%                        |
| Asiatiques                      | 1,6%                       | 5,6%                       | 4,6%                       |
| Noirs                           | 0,3%                       | 1,2%                       | 2,3%                       |

Selon l'Office for National Statistics, au moment du recensement du Royaume-Uni en 2001, Audenshaw comptait 12 790 habitants. La densité de population en 2001 était de 4 193 habitants par km2, avec un ratio femmes-hommes de 100 à 93,2. Parmi les plus de 16 ans, 28,4 % étaient célibataires (jamais mariés), 43,3 % mariés et 8,8 % divorcés. Les 5 260 ménages d'Audenshaw comprenaient 29 % de personnes seules, 38,5 % de couples mariés vivant ensemble, 8,8 % de couples cohabitant et 11,4 % de parents isolés avec leurs enfants. Parmi les personnes âgées de 16 à 74 ans, 33,4% n'avaient aucun diplôme universitaire, ce qui est similaire à la moyenne de Tameside (35,2%), mais supérieure à celle de l'Angleterre (28,9%),.
En 1951, les classes sociales à Audenshaw étaient représentées comme suit : 22,7% de classe moyenne et 19,3% de classe ouvrière. En 1971, ce chiffre est passé à 23,4 % de classe moyenne et 17,2 % de la classe ouvrière. Le reste de la population était composée d'employés de bureau et d'ouvriers qualifiés.
Lors du recensement britannique de 2001, 80,28% des habitants d'Audenshaw se sont déclarés chrétiens, 1,1% musulmans, 0,6% hindous, 0,3% bouddhistes et 0,1% sikhs. 11% des habitants se sont déclarés comme n'ayant pas de religion, 0,2% avait une religion alternative et 6,7% n'ont pas révélé leur religion.

### Évolution de la population
| Croissance de la population à Audenshaw depuis 1801           | Croissance de la population à Audenshaw depuis 1801 | Croissance de la population à Audenshaw depuis 1801 | Croissance de la population à Audenshaw depuis 1801 | Croissance de la population à Audenshaw depuis 1801 | Croissance de la population à Audenshaw depuis 1801 | Croissance de la population à Audenshaw depuis 1801 | Croissance de la population à Audenshaw depuis 1801 | Croissance de la population à Audenshaw depuis 1801 | Croissance de la population à Audenshaw depuis 1801 | Croissance de la population à Audenshaw depuis 1801 | Croissance de la population à Audenshaw depuis 1801 | Croissance de la population à Audenshaw depuis 1801 | Croissance de la population à Audenshaw depuis 1801 | Croissance de la population à Audenshaw depuis 1801 | Croissance de la population à Audenshaw depuis 1801 | Croissance de la population à Audenshaw depuis 1801 | Croissance de la population à Audenshaw depuis 1801 | Croissance de la population à Audenshaw depuis 1801 | Croissance de la population à Audenshaw depuis 1801 | Croissance de la population à Audenshaw depuis 1801 | Croissance de la population à Audenshaw depuis 1801 |
| Année                                                         | 1801                                                | 1811                                                | 1821                                                | 1831                                                | 1841                                                | 1851                                                | 1861                                                | 1871                                                | 1881                                                | 1891                                                | 1901                                                | 1911                                                | 1921                                                | 1931                                                | 1939                                                | 1951                                                | 1961                                                | 1971                                                | 1981                                                | 1991                                                | 2001                                                |
| ------------------------------------------------------------- | --------------------------------------------------- | --------------------------------------------------- | --------------------------------------------------- | --------------------------------------------------- | --------------------------------------------------- | --------------------------------------------------- | --------------------------------------------------- | --------------------------------------------------- | --------------------------------------------------- | --------------------------------------------------- | --------------------------------------------------- | --------------------------------------------------- | --------------------------------------------------- | --------------------------------------------------- | --------------------------------------------------- | --------------------------------------------------- | --------------------------------------------------- | --------------------------------------------------- | --------------------------------------------------- | --------------------------------------------------- | --------------------------------------------------- |
| Population                                                    | 2 275                                               | 2 772                                               | 3 781                                               | 4 891                                               | 5 374                                               | 5 427                                               | 6 327                                               | 7024                                                | 7 308                                               | 7 958                                               | 7 216                                               | 7 977                                               | 7 876                                               | 8 461                                               | 12 015                                              | 12 661                                              | 12 122                                              | 11 901                                              | 10 771                                              | 13 173                                              | 12 790                                              |
| Source : Une vision de la Grande-Bretagne à travers le temps, |                                                     |                                                     |                                                     |                                                     |                                                     |                                                     |                                                     |                                                     |                                                     |                                                     |                                                     |                                                     |                                                     |                                                     |                                                     |                                                     |                                                     |                                                     |                                                     |                                                     |                                                     |

## Personnalités liées à Audenshaw
- Matthew Hughes (né en 1950) : homme politique, né à Audenshaw ; directeur de la John Septamus Roe Anglican Community School à Perth (Australie) qui a transformé l'école en plus grande école privée d'Australie-Occidentale. Hughes est devenu le premier membre du parti travailliste à l'Assemblée législative pour l'électorat de Kalamunda.
- Lonelady : chanteuse et guitariste du XXIe siècle, de son vrai nom Julie Campbell, est originaire d'Audenshaw.
- Ellis Plummer (né en 1994) : footballeur de Manchester City ; né à Audenshaw[24]
- Brooke Vincent (née en 1992) : actrice, elle incarne Sophie Webster dans Coronation Street ; née à Audenshaw.

## Transport
Audenshaw était autrefois desservie par une gare ferroviaire, fermée en 1950. La ville est maintenant desservie par un arrêt de tramway sur la ligne East Manchester du Manchester Metrolink, qui dessert Eccles et MediaCityUK en direction de l'ouest et Ashton-under-Lyne en direction de l'est.
Le bus 220 relie le centre-ville de Manchester à Stalybridge, via Openshaw, Audenshaw et Dukinfield. Le bus 221 circule entre Dukinfield et le centre-ville de Manchester, via Audenshaw et Openshaw. Le bus 345 circule entre Ashton-under-Lyne et Denton, via Dukinfield et Audenshaw. Le bus 347 circule entre Ashton-under-Lyne et Haughton Green, via Guide Bridge, Audenshaw et Denton.

## Économie
| Comparaison avec Audenshaw      | Comparaison avec Audenshaw | Comparaison avec Audenshaw | Comparaison avec Audenshaw |
| Recensement britannique de 2001 | Audenshaw                  | Tameside                   | Angleterre                 |
| ------------------------------- | -------------------------- | -------------------------- | -------------------------- |
| Population en âge de travailler | 9 151                      | 152 313                    | 35 532 091                 |
| Emploi à temps plein            | 45,9%                      | 43,5%                      | 40,8%                      |
| Travail à temps partiel         | 11,9%                      | 11,5%                      | 11,8%                      |
| Travailleur indépendant         | 6,8%                       | 6,5%                       | 8,3%                       |
| Sans emploi                     | 2,8%                       | 3,3%                       | 3,3%                       |
| Retraité                        | 13,5%                      | 13,3%                      | 13,5%                      |

Avant la révolution industrielle, le principal secteur d'activité à Audenshaw était l'agriculture, qui remonte à la période 1190-1212. Comme ce fut le cas dans la ville voisine de Denton, au XIXe siècle, la plupart des habitants d'Audenshaw étaient employés dans l'industrie de la chapellerie, la fabrication du coton et de la soie et l'impression de calicot.
Selon le recensement britannique de 2001, les résidents d'Audenshaw âgés de 16 à 74 ans étaient employés comme suit :  20,3 % dans l'industrie, 18,7 % dans le commerce de détail et de gros, 10,1 % dans les services immobiliers et commerciaux, 9,0 % dans la santé et l'action sociale, 8,2 % dans la construction, 6,8 % dans les transports et communications, 6,3 % dans l'éducation, 6,2 % dans l'administration publique, 5,2 % dans les finances, 3,8 % dans les hôtels et restaurants, 0,9 % dans l'énergie et l'approvisionnement en eau, 0,4 % dans l'agriculture, 0,1 % dans les mines et 4,0 % dans d'autres secteurs. Par rapport aux chiffres nationaux, la ville avait un pourcentage relativement élevé de résidents travaillant dans le secteur manufacturier (14,8% en Angleterre).
Selon le recensement de 2001 la situation des étudiants était la suivante : 2,2% avaient un emploi, 3% étaient sans emploi, 4,7% s'occupaient de la maison ou de leur famille, 6,5% étaient atteints de maladie ou handicapés et 2,7% économiquement inactifs pour d'autres raisons.

## Lieux remarquables

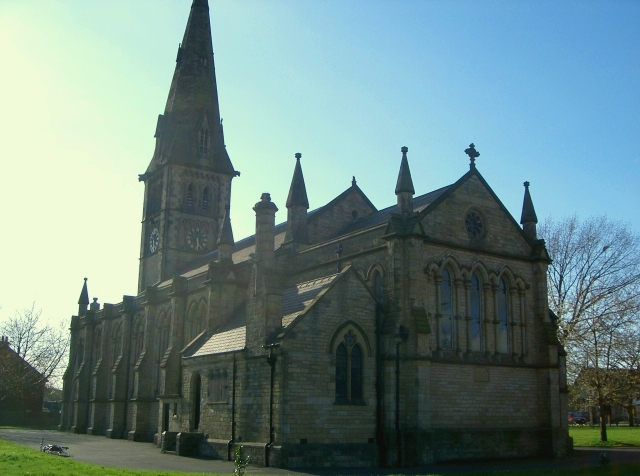
L'église Saint-Stephen

Il y a neuf bâtiments classés Grade II à Audenshaw*. Ceux-ci incluent notamment l'église St-Stephen, construite en 1846 pour un coût de 2 900 £ (équivalent à 280,000 £ en 2021).

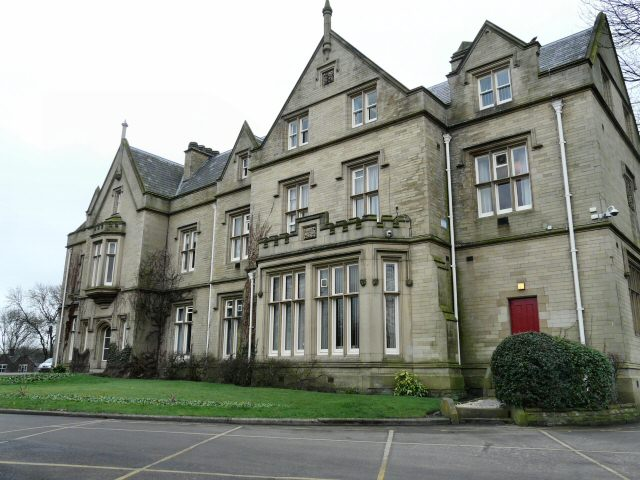
Ryecroft Hall

Ryecroft Hall, un bâtiment classé Grade II, a été offert aux habitants d'Audenshaw par le député Austin Hopkinson, en 1921.
Le monument aux morts à l'entrée du cimetière d'Audenshaw est également un bâtiment classé Grade II et commémore les 140 hommes d'Audenshaw qui ont perdu la vie pendant la Première Guerre mondiale. D'une hauteur de 4,6 mètres, il représente une statue en bronze d'un soldat debout au sommet d'une colonne carrée ; le sculpteur était Percy George Bentham. Sur les quatre dalles de granit noir sur les côtés de la colonne sont inscrits les noms des soldats défunts. Dévoilé en 1920 devant une foule de 10 000 personnes, il a coûté 1 300 £ (50,000 £ en 2021).

## Éducation

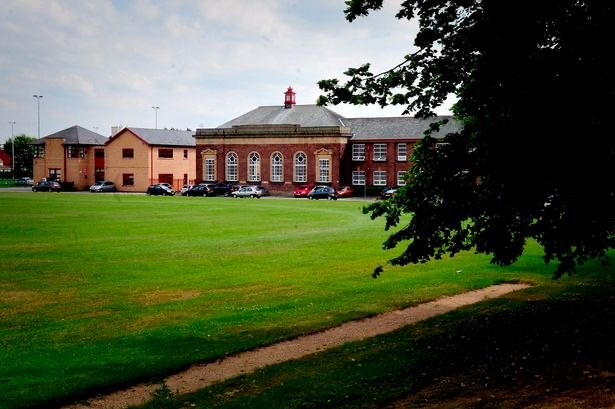
Lycée d'Audenshaw

Il y a deux écoles maternelle,cinq écoles primaires, et un lycée à Audenshaw, ouvert en 1932 sous le nom de Lycée Audenshaw pour Garçons. En 2008, le lycée était le plus performant de l'arrondissement en termes de proportion d'élèves atteignant au moins cinq notes A*-C au General Certificate of Secondary Education (GCSE), y compris les mathématiques et l'anglais (64 % à l'école Audenshaw par rapport à la moyenne de 41,8 % pour Tameside et 47,6 % pour l'Angleterre).

## Sport
L'Audenshaw Greyhound Racing and Sports Ground a d'abord existé comme terrain d'athlétisme et de course, puis comme piste de trot, piste de terre et piste de course de lévriers jusqu'en 1934. Mais il ne fut pas le confondre avec le stade d'athlétisme qui existait du côté sud de Manchester Road. Audenshaw abrite également le club de rugby historique des Aldwinians RUFC, autrefois club du capitaine du rugby à XV anglais de 1956 à 1958, Eric Evans MBE.